# きなこ
きなこ（2002年4月29日 - ）は、日本の女性タレントである。沖縄県出身。スターダストプロモーション所属。身長166cm。

## 経歴
2021年4月3日の放送より『王様のブランチ』のレポーターを務める。

## 人物
趣味は歌をうたうこと、特技は琉球和太鼓。

## 出演

### テレビ
- 王様のブランチ（2021年4月3日 - 、TBS） - リポーター[1]

### 舞台
- Do It Over第2回公演『オタカラ！』（2021年8月）